# Golf de Pere el Gran

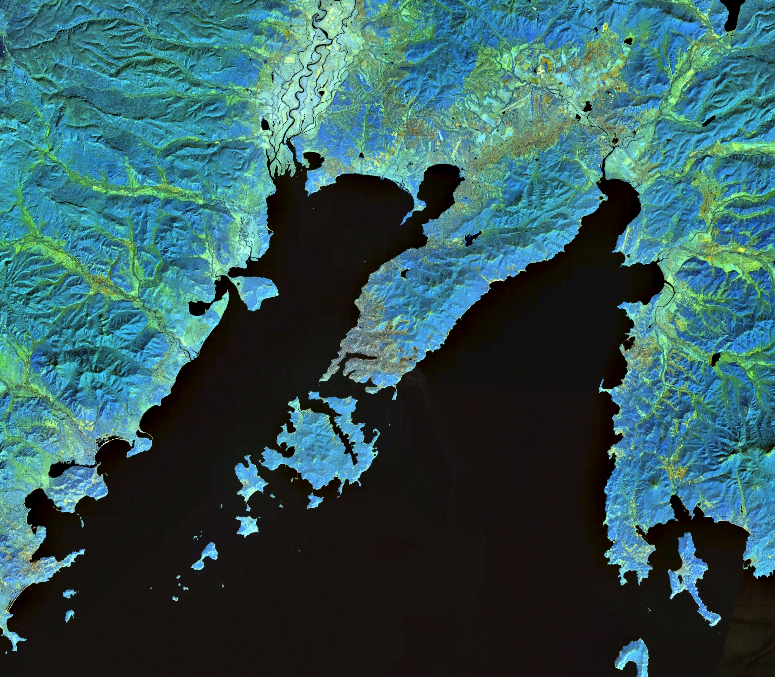
Imatge topogràfica del Golf de Pere el Gran centrada a la Península de Muraviov-Amurski i l'arxipèlag de l'emperatriu Eugènia.

El golf de Pere el Gran (en rus: Залив Петра Великого, zaliv Petra Velíkovo) és un golf ubicat a la costa sud del krai de Primórie, a Rússia, i el golf més gran de la mar del Japó. Comprèn una àrea aproximada de 6.000 km².
El golf s'estén al llarg d'un tram de costa de 185 km de longitud, des de la frontera russo-nord-coreana (a la desembocadura del riu Tumànnaia), a l'oest, fins al cap de Povorotni, a l'est; i les seves badies assoleixen fins a 90 km terra endins. Vladivostok, la ciutat més gran i la capital del krai de Primórie, i Nakhodka, la tercera ciutat més gran del territori, estàn ubicades a llarg de la costa del golf.

## Geografia
La península de Muraviov-Amurski, en la qual hi ha ubicada la ciutat de Vladivostok, i l'arxipèlag de l'Emperatriu Eugènia, que prolonga la península, divideixen el Golf de Pere el Gran en dues parts, formant dues badies: la badia d'Amur, a l'oest; i la badia d'Ussuri, a l'est.
La costa del golf conté moltes altres badies de mida menor, com la badia Possiet, el Zolotoi Rog (el corn d'or), la badia Diomede a l'oest, la badia Lazurnava a la península de Muraviov-Amurski, i les badies de Vostok i Nakhodka a l'est. L'ús d'aquestes badies com a port es veu molt limitat degut a congelació de les aigües des de principis de desembre fins a mitjans abril.
El Golf de Père el Gran conté nombroses illes, com l'arxipèlag Rismki-Korsakov i l'illa Furugelm a l'oest, i les illes Askold i Putiatin a l'est. L'arxipèlag de l'Emperatriu Eugènia està separada de la península de Muraviov-Amurski pel Bòsfor oriental, el qual s'estén entre Vladivostok i l'illa de Russki, l'illa més gran de l'arxipèlag i del krai de Primórie. El 2012, l'illa de Russki fou connectada amb la península amb la construcció del pont de Russki.
Aproximadament 630 km² de l'àrea del golf és zona natural protegida, pertanyent a la reserva natural de Dalnevostotxni Morskoi (en rus: Дальневосточный морской заповедник, Dalnievastoctxni marskoi zapaviednik). Malgrat que les grans balenes s'han tornat rares de veure avui dia, se sap que 8 espècies de cetacis emigren al golf. Els rorquals d'aleta blanca neden sovint a prop de les ciutats costaneres, i balenes Beluga emigren a la badia de Rudnaia al nord i ocasionalment apareixen al entorns de Vladivoskok. La costa del golf també és freqüentada per foques i el lleó marí de Steller.

## Badies principals
La costa del Golf de Pere el Gran té una longitud aproximada de 1500 km i és molt dentada, amb nombreses badies petites. A part de les badies d'Amur i d'Ussuri, les principals badies són:
- badia de Zolotoi Rog (badia del Corn d'Or)
- badia de Diomede
- badia d'Ulises
- badia de Najodka
- badia de Possiet
- badia de Txamora

## Història
A partir de 1859 el golf passà a anomenar-se Golf de Pere el Gran, en honor del tsar Pere I de Rússia (1682-1725). Rússia va fundar la ciutat de Vladivostok el juny de 1860, i va adquirir la totalitat de la Província Marítima (avui en dia anomenada Krai de Primórie en virtut de les disposicions de la Convenció de Pequín del novembre de 1860. La guerra de Mansi el 1868 va marcar la primera gran confrontació entre rússos i xinesos. La denominació es deu al terme "Mansi" (en rus: Манзы, mansi), que era el nom rus amb el qual la població xinesa de la zona era anomenada a l'època. Les hostilitats van començar al golf de Pere el Gran quan els russos van intentar paralitzar les activitats d'extracció d'or i expulsar a un miler de treballadors xinesos residents a prop de Vladivostok. Els xinesos, que no volien marxar, van resistir a l'intent rus d'expulsar-los de l'illa d'Askold. Seguidament, van atacar dos punts militars de l'exèrcit rus i tres pobles com a reacció a l'agressió russa.
Una regata de vela que es realitza anualment al golf es coneix com la Copa del Golf de Pere el Gran.
Entre el 5 i el 12 de juliol de 2013, vaixells de guerra de la Flota russa del Pacífic de l'Armada Russa i de la Flota del Mar del Nord de l'Armada de l'Exèrcit Popular d'Alliberament van participar en el "Joint Sea 2013", les maniobras navales bilaterales celebrades al Gran Golf de Pere el Gran. "Joint Sea 2013" fou el major simulacre naval realitzat fins avui dia per Armada de l'Exèrcit Popular d'Alliberament amb una armada estrangera.